# Herodes (nombre)
Herodes es un nombre propio masculino en español de origen hebreo.

## Antroponimia
El término Herodes viene directamente del latín Herodes, este a su vez procede del griego Ἥρᾱ Era "héroe" y ᾠδή ode "oda" Ηρωδης Erodes "el canto al héroe". 
Su forma hebrea הורדוס Hordos (en tiberiano Horodos) es de origen desconocido. Una teoría basada en el lugar de origen de Herodes I sugiere un pueblo al oeste de Edom llamado en idioma edomita Arad (ערד, en griego: Αραδ). En hebreo "Arad" es un verbo que significa huir o ser libre. La segunda opción es el verbo hebreo חרד (a'rad) que, aunque suene parecido, significa temblar o tener miedo. El verbo ערד (Arad) no aparece en la Biblia, pero sí un sustantivo arameo derivado ערוד (Arod) asno montés. Una palabra hebrea bastante común no es a'or, "primera silaba de Hor" (הור), sino Air (עיר), que significa ciudad. Hordos indica un posible parentesco con la raíz semítica de las lenguas cananeas.

## Origen
Herodes se usa para varios soberanos de Palestina (dinastía herodiana), que aparecen nombrados en varios pasajes bíblicos del Nuevo Testamento:
- Herodes I el Grande (73/74 a. C.-4 d. C.), rey de Judea.
- Herodes Antipas (29 a. C.-39 d. C.), hijo del anterior.
- Herodes Agripa I  (10 a. C.-44 d. C.), nieto del primero.
- Herodes Agripa II (27 d. C.-92 d. C.), hijo de Herodes Agripa I.

## Equivalencias en otros idiomas
| Variantes en otros idiomas | Variantes en otros idiomas |
| -------------------------- | -------------------------- |
| Español                    | Herodes                    |
| Alemán                     | Herodes                    |
| Catalán                    | Herodes                    |
| Checo                      | Herodes                    |
| Francés                    | Hérode                     |
| Hebreo                     | הורדוס                     |
| Holandés                   | Herodes                    |
| Inglés                     | Herod                      |
| Italiano                   | Erode                      |
| Lituano                    | Erodas                     |
| Polaco                     | Herod                      |
| Portugués                  | Herodes                    |
| Ruso                       | Ирод                       |